# 커즈나인엔터테인먼트
커즈나인엔터테인먼트(CUZ-9)는 대한민국의 연예기획사로서, 소속 배우로는 데니안, 박지빈 등이 있었다.

## 소속 연예인

### 남성
- 데니안
- 박지빈
- 이병진
- 황성빈
- 한규민
- 한정우
- 오승준
- 편해준
- 김지완
- 김문수

### 여성
- 신이
- 신혜지
- 오세은
- 정혜린
- 류예리
- 오수혜
- 방유인
- 윤선아
- 이소이
- 박루아